# Graomys edithae
Graomys edithae es una especie de roedor cricétido de la subfamilia Sigmodontinae.

## Distribución geográfica
Se encuentra sólo en Argentina.